# Алкапласт Арена
Алкапласт-Арена (англ. Alcaplast Arena) — ледовой дворец в чешском городе Бржецлав, где ежегодно проводятся матчи традиционного турнира — Мемориал Глинки. Здесь прошли матчи 1\4 финала Чемпионат мира по хоккею с шайбой среди юниорских команд 2012. Ледовый дворец построен в 1972 году.